# Reinette Rouge Etoilee
Reinette rouge étoilée sinónimo: Rote Sternrenette es una  variedad cultigen de manzano (Malus domestica). Se cree que se originó en Bélgica o los Países Bajos. Fue descrita por primera vez en 1830. Ampliamente cultivada en Europa. Las frutas tienen una carne firme, de textura fina y bastante seca, con un sabor ligeramente ácido pero poco.

## Sinónimos
- «Rote Sternrenette»,
- «Sternrenette»,
- «Calvill Etoile»,
- «Calville Rouge Precoce»,
- «Gwiazdkowe»,
- «Herzapfel»,
- «Meusser's Rote Herbst-Reinette»,
- «Pomme de Coeur»,
- «Pomme Etoilee»,
- «Reinette Rothe Stern»,
- «Reinette Saint-Lambert»,
- «Renetta Rossa Stellata»,
- «Roter Stern Reinette»,
- «Star Reinette»,
- «Ster Apfel»,
- «Zoete Reinette»
- «García Sol»,[5]
- «Reineta Roja del Canadá»,[6]
- «Coloradona»,
- «de Chapa»,
- «Doña Basilia»,
- «Durona»,
- «Francesa»,
- «Francesona»,
- «Pomarón»,
- «Reineta de California»,
- «Reineta Rosada»,
- «Villagranja».[7]

## Historia
'Reinette rouge étoilée' es una variedad de manzana, cultigen que se cree que se originó como una plántula casual en el área de Maastricht (Países Bajos). Se describió por primera vez en 1830, cuando ya se cultivaba ampliamente en Europa.
La manzana de “García Sol” o “Pumarón”, realmente la 'Reineta Roja del Canadá', es una manzana de mesa, antaño  muy apreciada en el Principado de Asturias. Su nombre, según dicen, se debe a que los indianos García Sol, cuya quinta con palacete está en la parroquia de Granda en Gijón, introdujeron su cultivo en Asturias.
'Reinette rouge étoilée' se cultiva en la National Fruit Collection con el número de accesión: 2000-082 y nombre de accesión: Reinette Rouge Etoilee.
Esta variedad (Rote Sternrenette) fue la elegida por la asociación de pomólogos de Alemania como la variedad de huerto del año 2001 en el estado federado de Baden-Wurttemberg.Así como la variedad de huerto del año 2001 en los estados federados de Sarre / Renania-Palatinado («"Saarland / Rheinland-Pfalz"»).

## Características

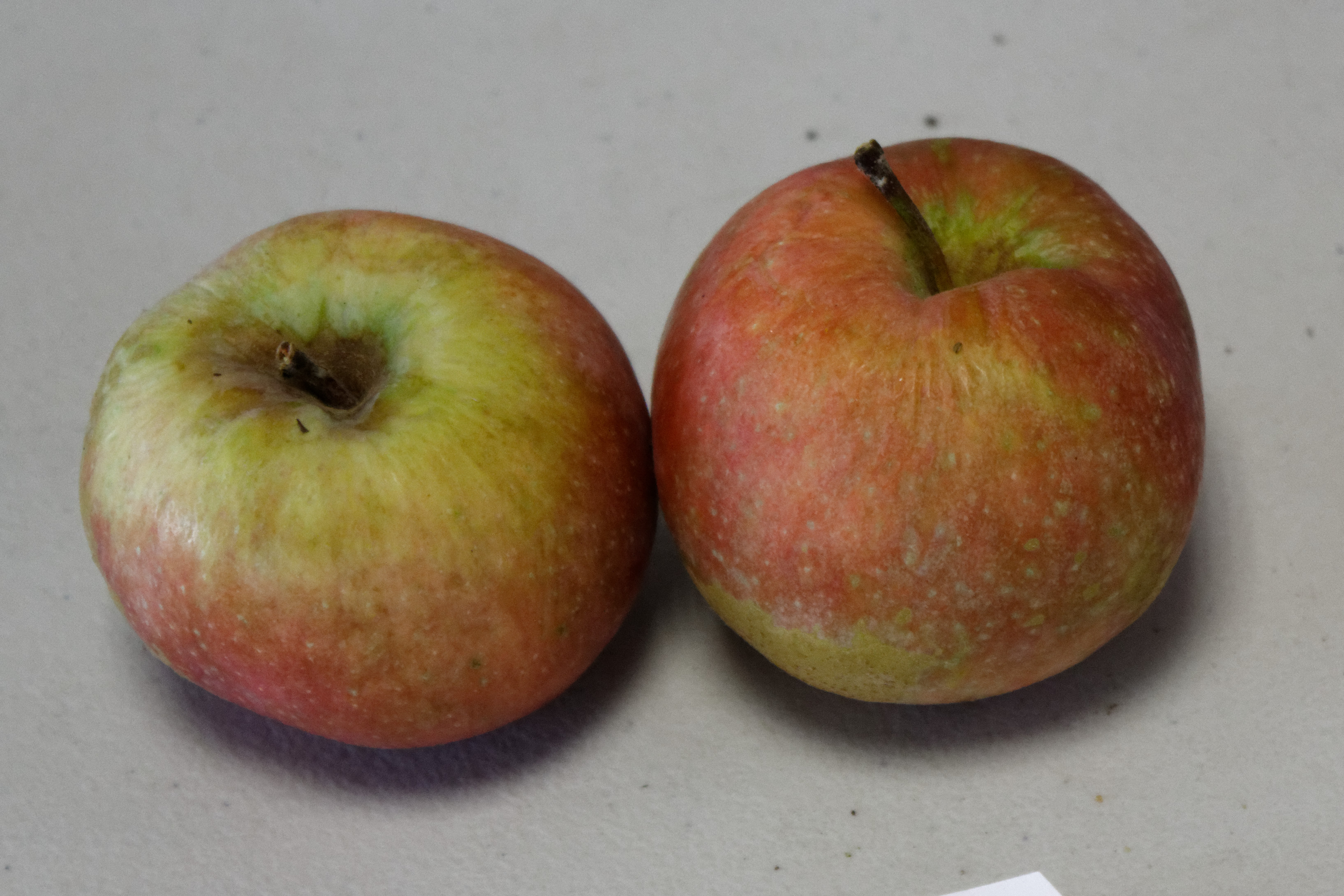
La manzana 'Reinette rouge étoilée' sinónimo 'García Sol'.

'Reinette rouge étoilée' tiene un tiempo de floración que comienza a partir del 8 de mayo con el 10% de floración, para el 12 de mayo tiene una floración completa (80%), y para el 21 de mayo tiene un 90% de caída de pétalos.
'Reinette rouge étoilée' tiene una talla de fruto pequeño; forma globoso-cónica, con una altura de 51,82 mm y una anchura de 56,28 mm; con nervaduras muy débiles, corona débil; epidermis con color de fondo verde amarillo, con sobre color rojo en una cantidad alta-muy alta, con sobre color patrón rayado, «russeting» (pardeamiento áspero superficial que presentan algunas variedades) bajo, con puntos de color claro, moderadamente grandes, en forma de estrella, están abundantemente dispersos sobre la superficie; ojo amplio y abierto, ubicado en una cuenca poco profunda; textura de la pulpa crujiente y color de la pulpa crema; tienen una carne firme, de textura fina y bastante seca con un sabor ligeramente ácido pero poco.
Su tiempo de recogida de cosecha se inicia a finales de septiembre, la caída prematura de la fruta puede ser un problema. Se usa como fruta de mesa en fresco. Aguanta dos meses en cámara frigorífica.

## Progenie
'Reinette rouge étoilée' es el Parental-Madre de las variedades:
- Rubens
- Koningin Juliana
- Primus
- Atalanta